# Pia Rosenbaum

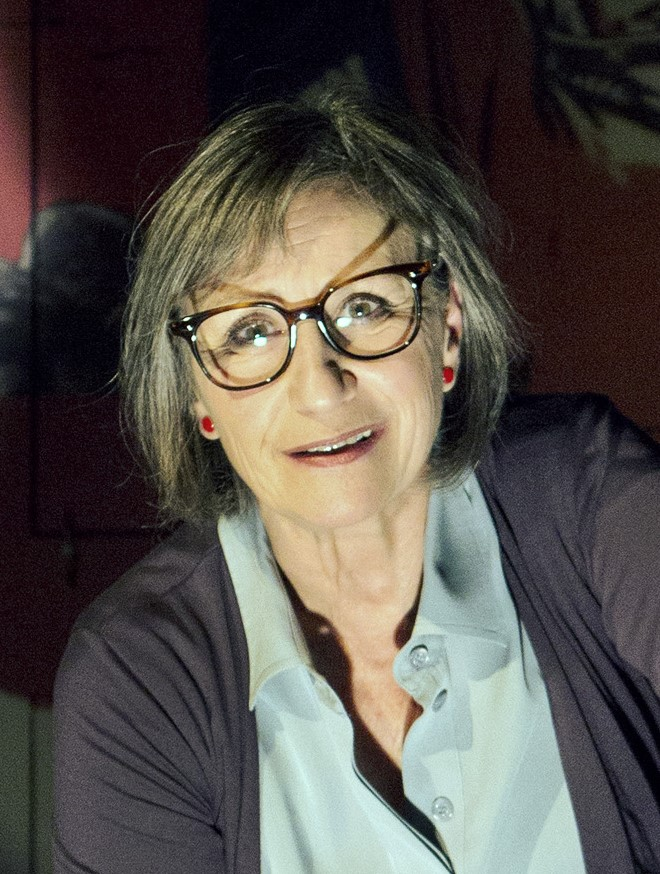
Pia Rosenbaum, 2014

Pia Rosenbaum (* 24. April 1954 in Kopenhagen) ist eine dänische Schauspielerin.

## Leben und Karriere
Pia Rosenbaum ist die Tochter des Schauspieler-Ehepaares Simon Rosenbaum und Herdis Rosenbaum (1927–2016). Ihre Schwester Ina-Miriam Rosenbaum ist ebenfalls als Schauspielerin und Theaterregisseurin tätig.
Pia Rosenbaum wuchs in Kopenhagen auf. Nach ihrem Schulabschluss besuchte sie bis 1976 die Staatliche Theaterschule in Kopenhagen, wo sie ihre Schauspielausbildung absolviert hatte. Im Jahr 1977 hatte sie am Nørrebro-Theater ihr Bühnendebüt, wo sie daraufhin bis 1989 als festes Ensemblemitglied engagiert war. Sie stand auch am Folketeatret, am Odense Teater, am Königlichen Theater Kopenhagen oder am Aalborg-Theater auf der Bühne. Seit 1979 wirkte Rosenbaum bislang in zwölf Spielfilmen mit.
Von 1973 bis zu seinem Tod im Juni 2023 war Pia Rosenbaum mit dem Schauspieler Troels II Munk liiert, mit dem sie einen gemeinsamen Sohn hat. Sie lebt in Kopenhagen.